# Tara Whitten
Tara Alice Whitten (Edmonton, 13 luglio 1980) è una pistard canadese.

## Palmarès

### Olimpiadi
- 1 medaglia:
  - 1 bronzo (Londra 2012 nell'inseguimento a squadre)

### Mondiali
- 5 medaglie:
  - 3 ori (Ballerup 2010 nell'omnium; Ballerup 2010 nella gara a punti; Apeldoorn 2011 nell'omnium)
  - 1 argento (Pruszków 2009 nell'omnium)
  - 1 bronzo (Melbourne 2012 nell'inseguimento a squadre)

### Giochi del Commonwealth
- 3 medaglie:
  - 3 bronzi (New Delhi 2010 nell'inseguimento individuale; New Delhi 2010 nella gara a punti; New Delhi 2010 nella velocità a squadre)

### Campionati panamericani
- 7 medaglie:
  - 2 ori (Messico 2009 nell'omnium; Messico 2009 nell'inseguimento individuale)
  - 3 argenti (Messico 2009 nella velocità a squadre; Messico 2009 nella cronometro individuale; Puebla 2015 nella cronometro individuale)
  - 2 bronzi (Messico 2009 nella gara a punti; Messico 2009 nell'inseguimento a squadre)